# Sondrio
Sondrio este un oraș în Italia. Se află pe malul râului Adda.

## Demografie
Sondrio - evoluția demografică

|  | Graficele sunt indisponibile din cauza unor probleme tehnice. Mai multe informații se găsesc la Phabricator și la wiki-ul MediaWiki. |

Date: Recensăminte sau birourile de statistică - grafică realizată de Wikipedia

Vezi și: Listă de orașe din Italia
1. ↑  Superficie di Comuni Province e Regioni italiane al 9 ottobre 2011 (în italiană), Istituto Nazionale di Statistica, accesat în 16 martie 2019
2. ↑   https://it-ch.topographic-map.com/map-hbx9m/Sondrio/?zoom=19&center=46.17078%2C9.87162&popup=46.17097%2C9.87157 Lipsește sau este vid: |title= (ajutor)